# 易敬林
易敬林（1951年—），江西宜丰人，汉族，中华人民共和国政治人物、第十一届全国人民代表大会江西地区代表。
毕业于江西医学院医疗专业，是中共党员。担任江西省人民医院院长。2008年起担任全国人大代表。育有一子。。